# Савез глувих и наглувих Србије
Савез глувих и наглувих Србије је удружење у Србији које постоји још од 1944. године које пружа услуге рехабилитације, професионалне оријентације и запошљавања глувих или наглувих особа.

## О удружењу
Савез је настао 1926. године као Удружење глувонемих за Београд и околину и радило је две године. Тек се 1935. године основало друштво под називом Удружење глувонемих домовине Југославије.  Конференција на којој је донета одлука о оснивању Народно-ослободилачког фронта глувих, прве организације глувих у ослобођеној земљи, организована је 2. новембра 1944. године у Београду, а овај датум је уједно и званичан датум оснивања Савеза глувих и наглувих Србије који од 1997. године функционише под овим називом.
Савез је 2024. године прославио 80 година рада.
Ширењем своје организационе мреже и јачањем основних организација у већим центрима, указивала се потреба да се културно-просветни рад врши организовано у оквиру културно-уметничких и просветних друштава глувих при градским одборима Савеза глувих те сада постоје секције за пантомиму, драму, фолклор и ритмику.